# Archivio storico del Comune di Firenze
L'Archivio storico del Comune di Firenze è sito in via dell'Oriuolo 33.

## Storia
Nel 1976 il Consiglio comunale di Firenze deliberò l'istituzione dell'Archivio storico, recependo la legge del 1963 sugli archivi, che obbliga gli enti locali ad istituire una Sezione separata d'Archivio per i documenti relativi agli affari esauriti da oltre 40 anni. I documenti storici vennero finalmente recuperati dalle soffitte delle logge del Porcellino, dal Quartiere dei Signorini in Palazzo Vecchio dove giacevano ammucchiati, da un chiostro interno del Convento delle Oblate, dai vari uffici comunali e dai depositi degli Uffizi, dove erano stati ricoverati i documenti alluvionati nel 1966 ed in parte poi restaurati dal Laboratorio di restauro dell'Archivio di Stato di Firenze.
Tutti trovarono un'idonea sistemazione nei depositi al secondo e terzo piano di Palazzo Bastogi di via dell'Oriuolo, sede definitiva dell'Archivio, permettendo così l'inizio dei lavori di riordinamento. Negli anni successivi, in seguito ai versamenti, non solo degli uffici comunali, ma anche di numerosi enti soppressi, assistenziali, ospedalieri e di privati, l'Archivio storico si è arricchito di ulteriori fondi documentari di grande interesse per la città.

## Patrimonio
Nell'Archivio storico è raccolta tutta la documentazione amministrativa del Comune di Firenze dalla sua nascita come Comunità di Firenze (1782-1865) sotto Pietro Leopoldo Granduca di Toscana, al suo assetto come Mairie di Firenze (1808-1814) nel periodo della annessione della Toscana all'Impero francese,  ed infine al Comune (1865 –1979) con la nascita del Regno d'Italia.
Sono anche presenti numerosi fondi provenienti da associazioni, enti e privati

## La biblioteca
L'Archivio storico è dotato di una biblioteca specializzata, con una consistenza di oltre 8.000 tra volumi, opuscoli e periodici liberamente consultabili.
La Biblioteca accoglie pubblicazioni di storia, archivistica, storia istituzionale, architettura e urbanistica, molte delle quali risultato di ricerche condotte nel Archivio. Numerose le tesi di laurea depositate, attinenti ai vari aspetti della storia locale e del territorio. Di rilievo le pubblicazioni di carattere giuridico–istituzionali quali: Bandi e Ordini del Granducato di Toscana, Leggi e Decreti del Regno d'Italia, Il Manuale degli amministratori comunali e provinciali poi Manuale Astengo e gli innumerevoli opuscoli, alcuni vere e proprie rarità, relativi ai regolamenti del Comune, alle Congregazioni di carità, alle Scuole Leopoldine ed a molte altre istituzioni cittadine.
Fra i periodici: la rivista Firenze, organo ufficiale dell'amministrazione comunale dal 1932 fino ai primi anni '70, ricca di informazioni sulle attività del comune e l'Annuario statistico del Comune di Firenze, preziosa testimonianza dell'attività demografica, sanitaria e commerciale della città, curato da Ugo Giusti.

## Pubblicazioni
L'Archivio cura una collana denominata I quaderni dell'archivio, nata nel 2012 e collegata a mostre documentarie allestite nella sede dell'Archivio stesso.